# Beendorf
Beendorf, en baix alemany Beendörp és un municipi de l'estat de Saxònia-Anhalt que té uns 902 habitants. S'ha afiliat a municipi conjunt de Flechtingen a la fi del 2009. La població continua minvant, des del 1939 quan tenia 1260 habitants en va perdre 29%.
Beendorf és regat pel Brunnentalbach (també anomenat Beendorfer Graben), el Röthegraben i el Heinen que hi desemboquen al marge esquerre de l'Aller a l'oest on forma la frontera amb Bartensleben, a l'oest i al sud toca al municipi d'Helmstedt a Baixa Saxònia, a l'antiga frontera entre les dues Alemanyes. Al nord-oest hi ha el gran parc natural Bachtäler des Lappwaldes de 590 hectàrees.

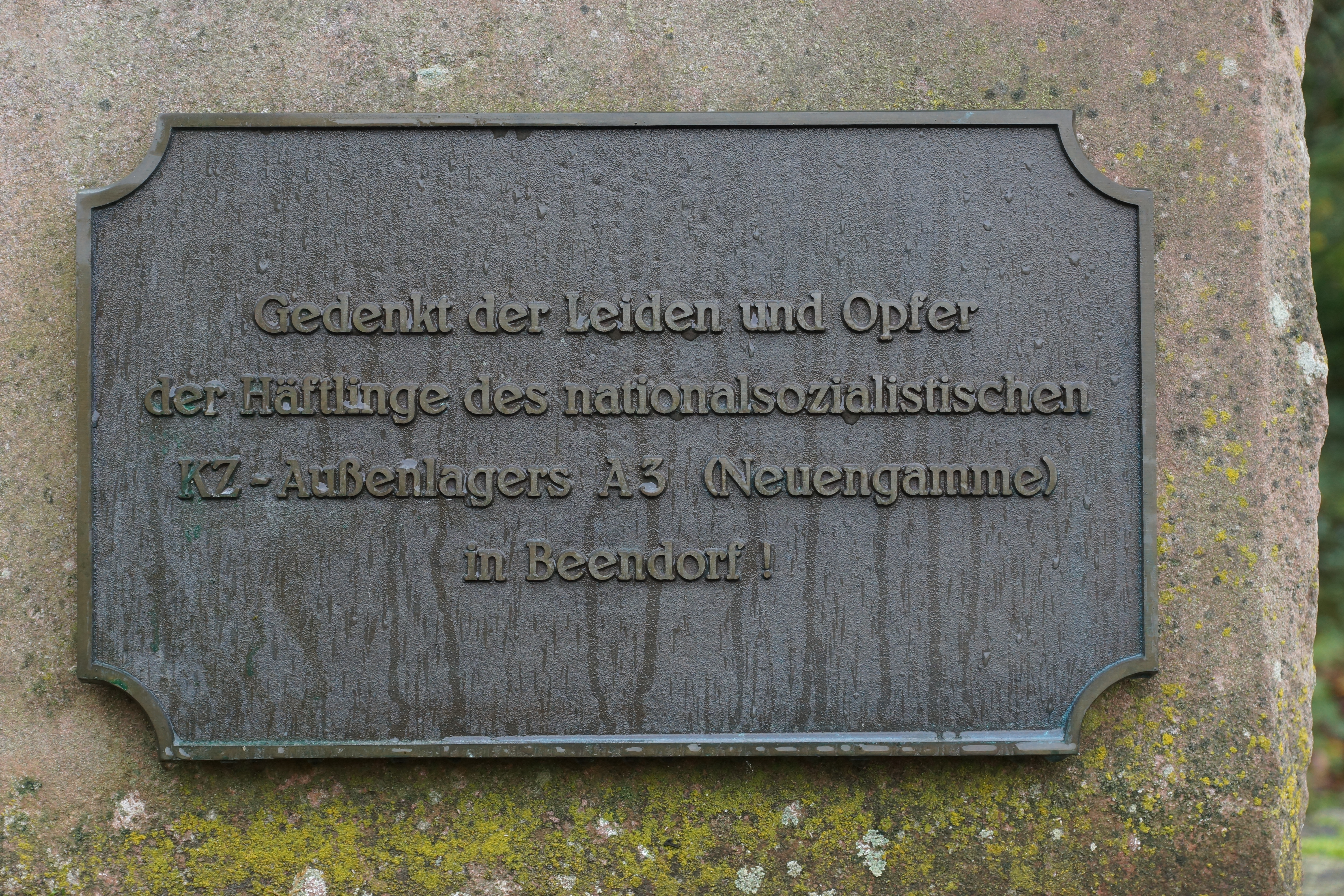
«Recordeu-vos el sofriment i els sacrificis dels presoners de l'extensió A3 del camp de concentració nacionalsocialista de Neuengamme a Beendorf!»

Des del 1944 hi havia una extensió del camp de concentració de Neuengamme dels quals els presoners havien de treballer en les antigues mines de sal que van transformar-se en fàbriques subterrànies per a la indústria militar. Els homes havien de construir els tallers, les dones els muntatges de precisió. L'abril 1945, 3000 dones i 1300 presoners van ser evacuats per la Schutzstaffel cap a Sasel i Wöbbelin en una nomenada marxa de la mort, davant la progressió ràpida de l'exèrcit dels Estats Units i la capitulació imminent. Al cementiri municipal, el 1958 es va inaugurar un sepulcre comú per a 250 presoners morts per les condicions de treball inhumans al camp.
Durant la República Democràtica Alemanya, per la serva proximitat a la frontera d'Occident, era terreny vedat (Sperrgebiet), del qual tots els habitants considerats com no fiables pel règim comunista van ser forçats a mudar vers l'interior del país.
Llocs d'interès
- El parc natural de les Valls del Lappwald
- El Schacht Marie, antiga mina de sal i de potassi
- L'exposició permanent sobre el camp de concentració a l'escola Bernhard Becker

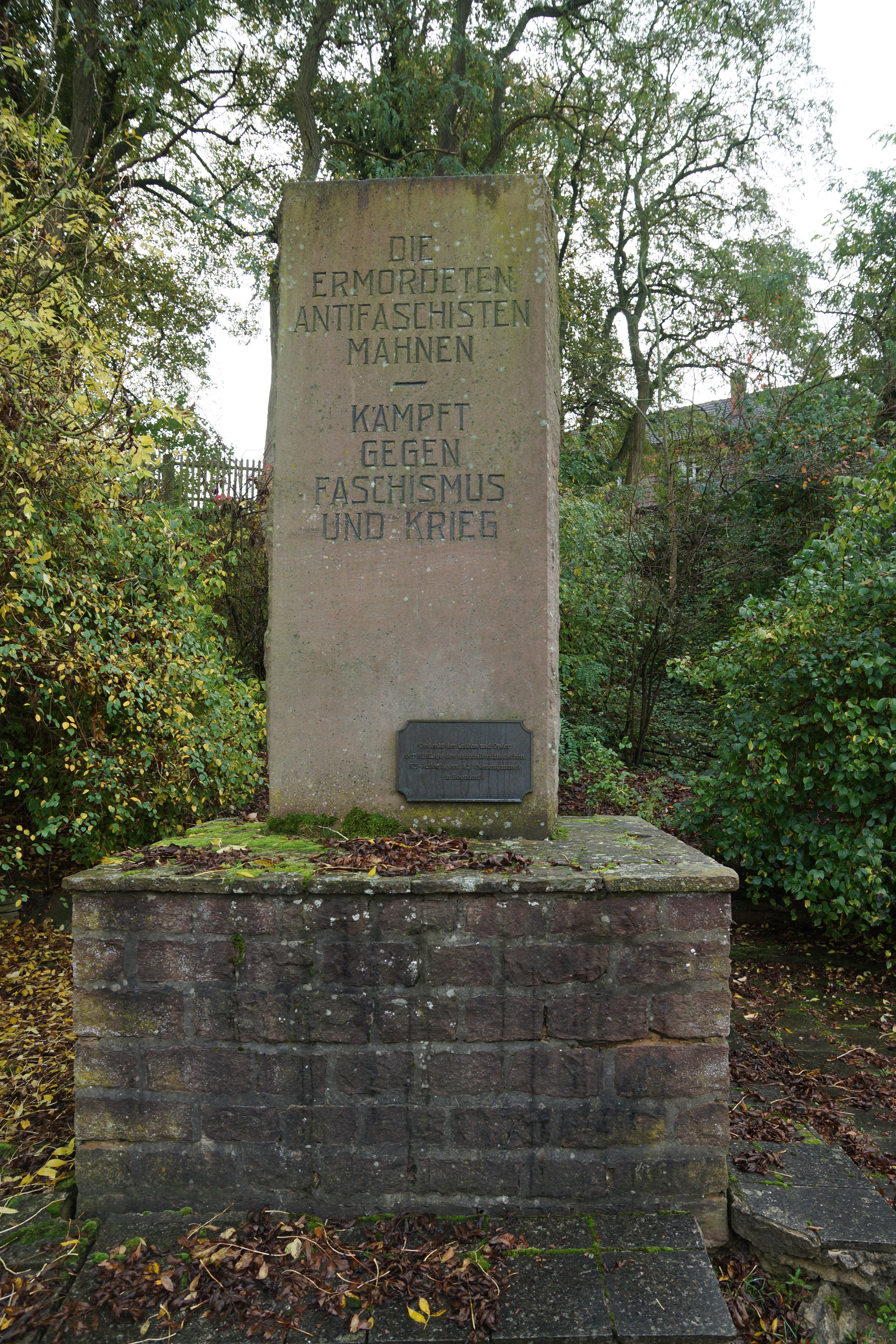
Monument a les víctimes del nazisme i els camps de concentració

## Enllaços i referències
1. ↑  Rademacher, Michael. «Landkreis (Neu-)Haldensleben» (en alemany). Deutsche Verwaltungsgeschichte von der Reichseinigung 1871 bis zur Wiedervereinigung 1990. Arxivat de l'l original el 2017-09-09. [Consulta: 27 octubre 2014].
2. ↑  Blasig, J. «Beendorfer Graben I und II». A: Planfeststellungsverfahren zur Stillegung des Endlagersfür radioaktive Abfälle Morsleben (Eram) (Proposició de pla per a la supressió del dipòsit final de deixalles radioactives de Morsleben (pdf) (en alemany).  Hildesheim: Bundesamt für Strahlenschutz, 2009, p. 130 [Consulta: 28 octubre 2014]. Arxivat 2014-10-28 a Wayback Machine.
3. ↑  «Bachtäler des Lappwaldes» (en alemany). Naturschutzgebiete in Sachsen-Anhalt.   Landesverwaltungsamt Sachsen-Anhalt. Arxivat de l'original el 2014-03-14. [Consulta: 25 octubre 2014].
4. ↑  «Das Außenlager Helmstedt/Beendorf.» (en alemany). KZ-Gedenkstätte Neuengamme, 2014. Arxivat de l'original el 2014-10-28. [Consulta: 27 octubre 2014].
5. ↑  Kooger, Björn. Rüstung unter Tage: die Untertageverlagerung von Rüstungsbetrieben und der Einsatz von KZ-Häftlingen in Beendorf und Morsleben (Indústria subterrània: la transferència de la indústria militar i l'explotació de presoners de camps de concentraci´a Beendorf i Morsleben) (en alemany).  Berlín: Metropol, 2004, p. 320. ISBN 9783936411027.